# Timo Rautiainen (rallynavigator)
Timo Rautiainen (Espoo, 13 november 1964) is een Fins voormalig rallynavigator, in het grootste deel van zijn carrière actief naast Marcus Grönholm, met wie hij naar de titel in het Wereldkampioenschap rally greep in de seizoenen 2000 en 2002 met Peugeot.

## Carrière
Timo Rautiainen raakte geïnteresseerd in rallysport na het bezoeken van lokale rally's in Finland. Later functioneerde hij voor een vriend als monteur bij een aantal rally's. In 1988 debuteerde hij als navigator naast Mikko Kalliomaa, achter het stuur van een Groep N Lancia Delta Integrale in het Fins juniorenkampioenschap. Dat jaar wonnen zij in meerdere gevallen hun klasse, maar eindigde uiteindelijk tweede in het kampioenschap achter Marcus Grönholm. In 1989 verhuisde het duo naar Duitsland, om in het Duits rallykampioenschap deel te gaan nemen. Rautiainen keerde echter door budgettaire problemen weer vroegtijdig terug naar Finland. Halverwege 1990 vroeg Marcus Grönholm, met wiens zus hij omging en later trouwde, hem als navigator. Op dat moment namen zij deel aan het Fins kampioenschap in een Groep N Toyota Celica GT-Four, dat uitliep op een titel in hun klasse in 1991.
Na een korte onderbreking namen Rautiainen en Grönholm later met Groep A materiaal lange tijd deel aan het Fins rallykampioenschap, waarin zij kampioen werden in 1996, 1997 en 1998. In deze periode nam het duo ook vaker deel aan rally's in het Wereldkampioenschap rally, waaronder met gastoptredens voor het fabrieksteam van Toyota. Opvallende resultaten leverde voor het seizoen 1999 een contract op bij de fabrieksinschrijving van Peugeot. Samen met Rautiainen won Grönholm zijn eerste WK-rally in Zweden, in het seizoen 2000. Later in het seizoen won het duo nog drie andere WK-rally's, en boekte nog groter succes dat jaar met het behalen van de wereldtitel. Een nog dominanter seizoen 2002 met de Peugeot 206 WRC liep uit op een tweede wereldtitel voor Rautiainen en Grönholm. Na nog enkele jaar met Peugeot, maakte Rautiainen in het seizoen 2006 samen met Grönholm de overstap naar Ford, waarin zij met de Focus RS WRC nog twee keer achtereenvolgend tweede werden in het rijderskampioenschap, voordat het duo bekendmaakte hun beider carrières in de sport te beëindigen.
Het duo heeft bij elkaar dertig WK-rally's op naam staan. Sindsdien heeft Rautiainen samen met Grönholm nog twee optredens gemaakt in het WK rally.